# Bahnhof Ružomberok
Der Bahnhof Ružomberok (Železničná stanica Ružomberok) ist ein Bahnhof in der slowakischen Stadt Ružomberok. Durch den Bahnhof verläuft die zweigleisige Bahnstrecke Košice–Žilina. Er war von 1908 bis 1974 Ausgangspunkt der Schmalspurbahn Ružomberok–Korytnica.
Der Bahnhof liegt am Paneuropäischen Verkehrskorridor Nr. Va (Bratislava – Žilina – Košice – Uschhorod – Kiew).

## Lage
Der Bahnhof befindet sich am rechten Ufer der Waag an der Grenze zu Likavka und ist von der Stadt heraus über eine Brücke erreichbar. Es besteht Anschluss an das städtische ÖPNV-Netz.

## Geschichte
Der Bahnhof wurde durch die Kaschau-Oderberger Bahn (KsOd) am 8. Dezember 1871 eröffnet.
Die Eisenbahninfrastruktur des Bahnhofs gehört heute der Železnice Slovenskej republiky (ŽSR). Die Züge werden von der Železničná spoločnosť Slovensko (ZSSK) betrieben. Das Bahnhofsgebäude und der Wasserturm sind heute unter Denkmalschutz gestellt.

## Kursbuchstrecken
- 180    Košice–Žilina